# Belagerung von Privas

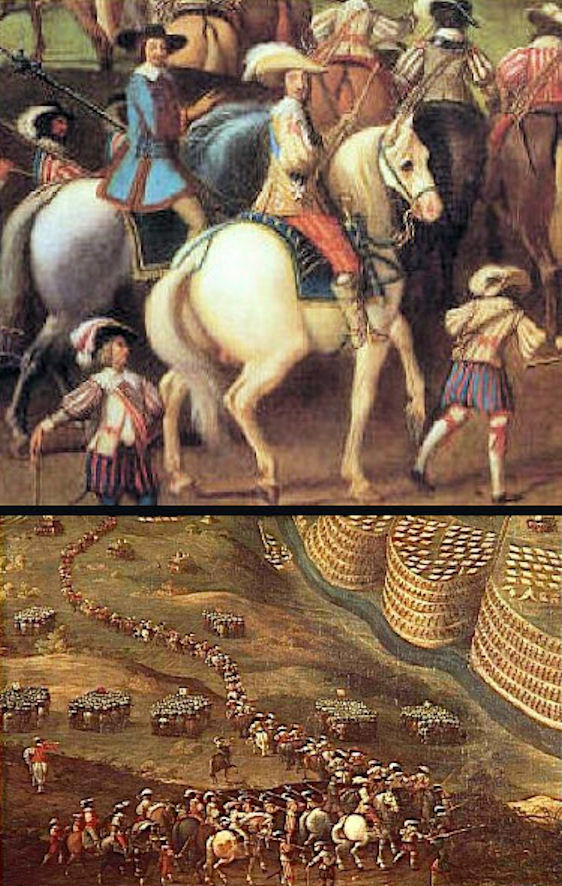
Ludwig XIII. bei der Belagerung von Privas, Gemälde von Nicolas Prevost, 1640

Die Belagerung von Privas war eine militärische Aktion, die 1629 vom französischen König Ludwig XIII. und Kardinal Richelieu befohlen und begleitet wurde, um die Hugenottenaufstände in Südfrankreich zu beenden, nachdem sie bei der Belagerung von La Rochelle (1627–1628) gegen die Reformierte Kirche gesiegt hatten.

## Kontext
Im 16. Jahrhundert hatte die Reformation in Privas schnell Fuß gefasst – die Bewegung war populär und viele Menschen aus dem Adel und dem gehobenen Bürgertum des Vivarais schlossen sich den neuen Ideen an. Privas spielte während der Religionskriege eine führende Rolle, wurde zu einem protestantischen Zentrum und zum „kleinen Hugenottenstaat“ ernannt. Die Stadt wurde zum Symbol für den Widerstand gegen die Monarchie, was ihr den Titel „Bollwerk der Reformation“ einbrachte.
Es wurde eine harte Repression organisiert. Viele Einwohner wurden getötet, einige flohen nach Genf. Trotz dieser Repressionen breitete sich die Bewegung so aus, dass fast 70 Jahre lang in Privas kein katholischer Gottesdienst mehr abgehalten und die Kirche 1570 sogar zerstört wurde. Ein Pastor aus der Schweiz organisierte die reformierte Kirche in Privas, die königliche Garnison wurde von den Bürgern der Stadt abgelehnt. Im Gegenzug war es in Privas 1572 nicht zu einem Massaker wie in der Bartholomäusnacht gekommen, da die Einwohner zu den Waffen gegriffen hatten, sobald die Nachricht nach Privas gelangte.
Die Baronie Privas gehörte Jacques de Chambaud, einem protestantischen Anführer, der somit der erste hugenottische Herr von Privas wurde. Seine Tochter Paule de Chambaud wurde (nach dem Tod ihres Mannes René de la Tour du Pin Gouvernet im Jahr 1616) von dem katholischen Claude d’Hautefort de Lestrange, Seigneur de Boulogne, und dem Sire de Brison, dem Anführer der Hugenotten, umworben. Dies führte zu einem neuen Krieg, der das Eingreifen des Marschalls Montmorency erforderte.

## Beteiligte königliche Regimenter

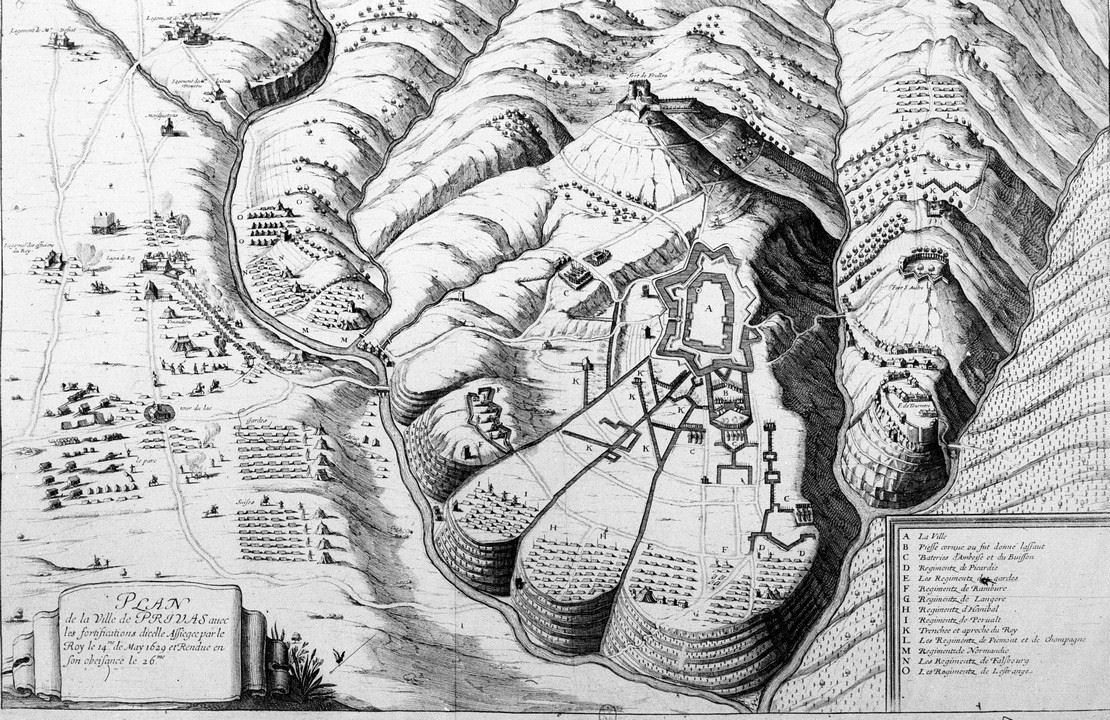
Abraham Bosse, Plan de la ville de Privas. Assiégée par le Roy le 14ème de mai 1629 et rendue en son obéissance le 26ème, Schloss Richelieu

Beteiligte königliche Regimenter :
- Régiment de Picardie
- Régiment des Gardes françaises
- Régiment de Rambures
- Régiment de Langère
- Régiment de Larroque
- Régiment d'Hannibal
- Régiment de Perualt
- Régiment de Piémont
- Régiment de Languedoc
- Régiment de Champagne
- Régiment de Normandie
- Régiment de Phalsbourg
- Régiment de Leffrange
- Régiment de Vaubecourt
- Régiment de Montredon
- Régiment de Gondin

## Die Belagerung
Die Belagerung von Privas folgte auf die Kapitulation der wichtigsten protestantischen Hochburg La Rochelle am 28. Oktober 1628. Ludwig XIII. ging nun daran, den verbliebenen hugenottischen Widerstand in Südfrankreich zu beseitigen: mit Alès und Anduze war Privas das Zentrum einer Reihe protestantischer Hochburgen im Languedoc, die sich von Nîmes und Uzès im Osten bis nach Castres und Montauban im Westen erstreckten; Privas wurde von Antoine Hercule de Budos, Marquis des Portes, als strategisches Ziel ausgewählt, da die Einnahme der Stadt eine Verteidigungslinie der Hugenotten durchbrechen und ihre wichtigsten Zentren Nîmes und Montauban voneinander trennen würde.
Am 14. Mai 1629 wurde Privas aufgefordert, sich zu ergeben. Die Belagerer errichteten ihr Hauptquartier östlich bzw. südlich von Privas in der heutigen Ebene des Sees und belagerten die Stadt mit 20.000 Soldaten, die dem Vicomte de Lestrange zu Hilfe geeilt waren.
Der Duc de Rohan ernannte den Marquis Saint-André de Montbrun, der bereits bei der Belagerung von Montauban 1621 aktiv war, zum Anführer der 800 Mann starken Armee der Stadt, zu der noch Verstärkungen aus dem gesamten Languedoc hinzukamen, mit dem Ziel, die Stadt Privas so lange wie möglich gegen die Truppen des Königs standhalten zu lassen, um die nötige Zeit zu gewinnen, die protestantische Rebellion im Süden besser zu organisieren.
Der König befahl daraufhin seinen Truppen, aufzumarschieren, nachdem er Saint-André de Montbrun 100 000 Écu für die Kapitulation angeboten hatte. Als dieser sich weigerte, gelobte der König, „dass er eine solche Strafe verhänge, dass sie für immer in Erinnerung bleiben werde“. Privas bereitete sich auf die Belagerung vor, die vom 14. bis zum 28. Mai dauerte, wobei seine rund 3.000 Männer gegen die 20.000 Soldaten des Königs antraten.
Am 27. Mai 1629 wurde der Marquis des Portes getötet, am 28. Mai war Privas zur Kapitulation gezwungen. Die meisten Frauen und Kinder waren zuvor in das schwer zugängliche Boutières-Gebirge geflohen. Privas wurde besetzt, in Brand gesteckt, seine Kämpfer getötet und mehr als zweihundert von ihnen gehängt oder auf die Galeeren geschickt.
« Dans la dicte ville de Privas, en moins d'une heure et demie que dura ledict assault, on tua plus de quinze cents hommes sans les femmes et les enfans, et le reste des habitans et soldats qui s'étaient cachés pour éviter la furie des assaillans étant pris, furent pendus jusqu'au nombre de plus de deux cents : peu de femmes et enfans, et de vieilles gens malades et impotens, étaient restés, ayant été mis dehors lorsqu'on se battoit aux advenués, et se sont sauvez aux Cévennes, pays montagneux et de difficile accès. »  — M. le vice-légat d'Avignon, gentilhomme de la suite du roi, Récit véritable del aui s’est passé aus siège et la prise de la ville dePrivas
„In der Stadt Privas wurden in weniger als anderthalb Stunden, die der Angriff dauerte, mehr als fünfzehnhundert Männer ohne Frauen und Kinder getötet, und die übrigen Einwohner und Soldaten, die sich vor der Wut der Angreifer versteckt hatten, wurden gefangen genommen und bis zu einer Zahl von mehr als zweihundert Menschen gehängt: Nur wenige Frauen und Kinder sowie alte, kranke und gebrechliche Menschen waren übrig geblieben, da sie während des Kampfes um die Vorräte hinausgeworfen worden waren und sich in die Cevennen gerettet hatten, ein bergiges Land, das schwer zugänglich ist.“
In einem Brief an die Königin vom 30. Mai 1629 meldete Richelieu die Zerstörung in einer Formulierung, die die aktive Verantwortung der königlichen katholischen Streitkräfte herunterspielte:
„Man hatte nicht die Absicht, den Ort der Plünderung zu überlassen, aber in der Nacht wurde er verlassen, und die Tore wurden geöffnet, damit die Soldaten in Scharen eindringen und plündern konnten. Es wurde alles getan, um zu verhindern, dass die Stadt niedergebrannt wurde, aber kein einziges Haus war den Flammen entgangen. Man befahl, die Bewohner der Festung vor der Belästigung durch die Truppen zu bewahren, aber sie setzten sich selbst gewaltsam der Zerstörung aus, sprangen von ihren Befestigungen herunter und hetzten die Soldaten gegen sie auf, indem sie verzweifelt versuchten, sich mit den Anhängern des Königs zu vernichten.“
Ein Mädchen, das dem Massaker entkam, wurde von Richelieu adoptiert und erhielt den Spitznamen „La Fortunée de Privas“.

## Konsequenzen
- Die Bewohner konnten ohne königliche Genehmigung nicht zurückkehren und in er Stadt dort niederlassen, Privas brauchte lange, um sich zu von der Belagerung erholen.
- Nach Privas fiel bald auch Alès nach einer einwöchigen Belagerung am 17. Juni 1629.
- Das Edikt von Alès vom 28. Juni 1629 entzog den Protestanten jegliche politische und militärische Macht.
- Die übrigen Hugenottenstädte fielen schnell, und schließlich ergab sich Montauban nach einer kurzen Belagerung am 21. August 1629.